# شرايبرسيت
شرايبرسيت هو معدن فوسفيد نادر للنيكل والحديد، وصيغته المجملة في وحدة الخلية تكون على الشكل Fe,Ni)3P)، وعثر عليه في تركيب بعض الأحجار النيزكية.
ينسب اسم المعدن إلى العالم كارل فرانز أنطون ريتر فون شرايبرس (1775–1852)، والذي كان من أوائل من وصف النيازك الحديدية. نظراً لوجود الفوسفور في النيازك الحديدية، فقد طرحت آراء ان يكون أصل الفوسفور ناشئاً عنها.